# Ptychomitrium acutifolium
Ptychomitrium acutifolium là một loài rêu trong họ Ptychomitriaceae. Loài này được Hook. & Wilson mô tả khoa học đầu tiên năm 1859.